# Primstal
Primstal ist der größte Ortsteil und Gemeindebezirk der Gemeinde Nonnweiler im Landkreis St. Wendel (Saarland). Bis Ende 1973 war Primstal eine eigenständige Gemeinde.

## Geographie

### Lage
Der Ort liegt im Süden des Gemeindegebiets an der Prims, die dem Ort im Jahr 1930 seinen Namen gab.

### Klima

Niederschlagsdiagramm

Der Jahresniederschlag beträgt 1053 mm. Der Niederschlag liegt im oberen Drittel der Messstellen des Deutschen Wetterdienstes. Über 88 % zeigen niedrigere Werte an. Der trockenste Monat ist der April; am meisten regnet es im November. Im niederschlagreichsten Monat fällt etwa 1,7-mal mehr Regen als im trockensten Monat. Die jahreszeitlichen Niederschlagschwankungen liegen im oberen Drittel. In über 81 % aller Orte schwankt der monatliche Niederschlag weniger.

## Geschichte
Das heutige Primstal bestand ursprünglich aus den beiden Dörfern Mettnich und Mühlfeld, deren Existenz bis ins 13. Jahrhundert nachgewiesen ist. Bis 1794 gehörten diese zur Herrschaft Dagstuhl. 1794 wurde das Gebiet von französischen Truppen besetzt. Von 1798 bis 1814 gehörten die beiden Orte zum Kanton Wadern im französischen Arrondissement Birkenfeld im Saardepartement.
Seit dem Wiener Kongress 1815 gehörten die Orte zu der preußischen Provinz Großherzogtum Niederrhein, von 1822 bis nach dem Zweiten Weltkrieg zur preußischen Rheinprovinz. Mettnich und Mühlfeld lagen im Regierungsbezirk Trier, Landkreis Trier, Bürgermeisterei Nonnweiler. Nach dem Ersten Weltkrieg wurde durch den Versailler Vertrag aus Teilen der preußischen Rheinprovinz und der bayerischen Pfalz das bis 1935 nicht zum  Deutschen Reich gehörende Saargebiet geschaffen, zu dem Mettnich und Mühlfeld damals aber nicht gehörten. Vielmehr lag die Zollgrenze nur wenige Kilometer südlich der Orte, die preußisch blieben.
Die benachbarten Gemeinden Mettnich und Mühlfeld wurden 1930 durch Beschluss des Preußischen Staatsministeriums zur Gemeinde Primstal zusammengelegt. Nach dem Zweiten Weltkrieg wurde Primstal im Juli 1945 Teil der französischen Besatzungszone. Am 18. Juli 1946 wurde von der französischen Militärregierung unter General Kœnig die „Anordnung betreffend Anschluß von Gemeinden an die Verwaltung des Saargebietes“ erlassen. Seitdem gehörte Primstal zum abgetrennten Saarland. Die Zollgrenze zu Restdeutschland verlief jetzt etwa 10 Kilometer nördlich der Gemeinde. Am 1. Oktober 1946 wurde die Gemeinde aus dem Kreis Wadern aus- und in den Kreis St. Wendel eingegliedert.
Im Rahmen der saarländischen Gebiets- und Verwaltungsreform wurde die bis dahin eigenständige Gemeinde Primstal am 1. Januar 1974 gegen den Willen des Gemeinderats der Gemeinde Nonnweiler zugeordnet.

## Politik
Ortsvorsteher ist Jonas Reiter, CDU. Der Ortsrat wird mit neun Sitzen aus der CDU und zwei Sitzen von der SPD gebildet.

## Persönlichkeiten, Söhne und Töchter
- Alois Becker (1910–1993), in Mettnich geborener Jurist und Politiker, Justizminister des Saarlandes
- Johann Kiefer (1914–nach 1961), in Mettnich geborener Politiker
- Jonas Reiter (* 1996), Politiker (CDU), Ortsvorsteher von Primstal

## Trivia
- Die Romane und Erzählungen von Frank P. Meyer spielen überwiegend in Primstal und Umgebung.[2][3]
- Die Vorfahren des brasilianischen Fußballnationaltorhüters, Alisson Becker, wanderten im 19. Jahrhundert aus Mettnich in den Süden von Brasilien aus.[4]